# Darkness (filme)
Darkness (bra: A Sétima Vítima; prt: Darkness - As Trevas) é um filme de terror de 2002 dirigido por Jaume Balagueró.

## Enredo
Quarenta anos depois de um ritual oculto inacabado que resultou no desaparecimento de seis filhos, uma família americana se mudou para uma casa na Espanha. A mãe, Maria, quer colocar o lugar em ordem, enquanto o pai, Mark , vai trabalhar e seus filhos, a adolescente Regina e seu irmão mais novo Paul, tentam resolver suas rotinas diárias. Ela ajuda o médico e pai de Mark, Albert Rua que forneceu-lhes a sua residência e fica nas proximidades, especialmente quando Mark começa a sofrer de alguns ataques de colapso mental que ocorreram de novo periodicamente. Regina não só está preocupada com ele, mas também com Paul, que está agora com medo do escuro pela primeira vez. O menino tem razão para isso, pois parece haver algum tipo de força sobrenatural debaixo de sua cama. Além disso, há casos em que figuras de crianças são vistos em pé na sombra e ou escuridão, observando a família.
Como Paul torna-se mais assustado e seu pai cada vez mais instável, Regina, eventualmente, descobre que deve ter algo a ver com a sua casa. Com a ajuda do seu novo amigo, Carlos, os dois finalmente conhecem um homem, Villalobos, que projetou a casa e diz que ela foi construída para um ritual sobrenatural exigindo que os sacrificeof sete crianças (cada sacrificados por "mãos que o ama") gostam de coincidir com um eclipse que só ocorre a cada 40 anos. Com o próximo eclipse se aproximando e com o conhecimento de que o ritual oculto anteriormente precisa de mais uma morte para ser concluída, faz Regina ter certeza de que Paul não é a vítima final. Tomando um atalho através da casa do avô dela Albert, Regina descobre que seu avô é de fato, um membro da seita que vem realizando esses rituais satânicos. O avô explica que, no ritual de 40 anos atrás, havia lobisomens nas crianças do ritual original e o sétimo filho deveria ser o pai de Regina, Mark. Albert não sacrificou seu filho, porque no último minuto ele percebeu que não amava Mark. Esperando 40 anos, ele trouxe Mark e sua família para a casa com a intenção de ter certeza que Mark será sacrificado durante este eclipse por "mãos que o amam." Armada com este conhecimento, Regina corre de volta para a casa dela e encontra seu pai no meio de outro colapso nervoso, engasgando com pílulas enquanto o eclipse começa.
Maria tenta executar uma traqueostomia nele, mas é incapaz de fazer o corte. Regina então passa a fazer, mas inadvertidamente, provoca a sua morte. Como Regina amava Mark, o ritual está finalmente completo. A escuridão, em seguida toma a forma de Regina e Paul, convencedo sua mãe a desligar as luzes. A escuridão mata Maria, e em seguida, toma a forma do amigo de Regina. O verdadeiro Carlos chega na casa e é morto pela escuridão. O filme termina com o falso Carlos conduzindo Regina e Paul em um túnel escuro, onde está implícito que a escuridão mata Regina e Paul.

## Elenco
- Anna Paquin ... Regina
- Lena Olin ... Maria
- Iain Glen ... Mark
- Giancarlo Giannini ... Albert Rua
- Fele Martínez ... Carlos
- Stephan Enquist ... Paul
- Fermí Reixach ... Villalobos

## Recepção
Ele recebeu uma classificação média de "F" do público no CinemaScore, indicando uma aversão esmagadora.
No agregador de críticas dos Estados Unidos, o Rotten Tomatoes, na pontuação onde a equipe do site categoriza as opiniões da  grande mídia e da mídia independente apenas como positivas ou negativas, o filme tem um índice de aprovação de 4% calculado com base em 56 comentários dos críticos. Por comparação, com as mesmas opiniões sendo calculadas usando uma média aritmética ponderada, a nota alcançada é 2,9/10 que é seguida do consenso dizendo que é "outra variação previsível de velho filme de casa assombrada, (...) é uma bagunça portentosa e ilógica".
Em outro agregador de críticas também dos Estados Unidos, o Metacritic, que calcula as notas das opiniões usando somente uma média aritmética ponderada de determinados veículos de comunicação em maior parte da grande mídia, tem uma pontuação de 15/100, alcançada com base em 16 avaliações da imprensa anexadas no site, com a indicação de "Aversão Esmagadora".